# Speleophria scottodicarloi
Speleophria scottodicarloi é uma espécie de crustáceo da família Misophriidae.
É endémica das Bermudas.